# Caladenia flava
Caladenia flava é uma espécie de orquídea, família Orchidaceae, endêmica do Sudoeste da Austrália, onde cresce em bosques e florestas claras. São plantas que formam grandes colônias com uma única folha basal pubescente de mede cerca de quinze centímetros de comprimento e uma inflorescência rija, fina e pubescente, com uma ou poucas flores vistosas, com cerca de 3 a 5 cm de diâmetro, amarelas, marcadas por listas ou pintas castanho avermelhado. Sua floração costuma ser estimulada por incêndios florestais de verão. Existem três subespécies cujas diferenças estão no padrão das marcas ou listas das flores e pequenas diferenças no calo do labelo.

## Publicação e sinônimos
- Caladenia flava R.Br., Prodr. Fl. Nov. Holl.: 324 (1810).

Sinônimos homotípicos:
- Caladeniastrum flavum (R.Br.) Szlach., Ann. Bot. Fenn. 40: 144 (2003).

### subespécies
- Caladenia flava subsp. flava.
- Caladenia flava subsp. maculata Hopper & A.P.Br., Nuytsia 14: 176 (2001).
- Caladenia flava subsp. sylvestris Hopper & A.P.Br., Nuytsia 14: 177 (2001).